# Fehérgyarmat
Fehérgyarmat é uma cidade da Hungria, situada no condado de Szabolcs-Szatmár-Bereg. Tem 52,46 km² de área e sua população em 2019 foi estimada em 7.981 habitantes.